# سكالسيا كروكرية
سكالسيا كروكرية (الاسم العلمي:Scalesia crockeri) هي نوع غير مؤكد من النباتات تتبع جنس السكالسيا من الفصيلة النجمية.